# HMS Attacker (D02)
Авіаносець «Атакер» (англ. HMS Attacker (D02)) - ескортний авіаносець США часів Другої світової війни типу «Боуг» (1 група, тип «Attacker»), переданий ВМС Великої Британії за програмою ленд-лізу.

## Історія створення
Авіаносець «Атакер» був закладений 17 квітня 1941 року на верфі «Western Pipe and Steel Company» як торгове судно типу C3 під назвою «Steel Artisan». Викуплений ВМС США і переобладнаний в авіаносець типу «Боуг» під назвою «USS Barnes (CVE-7)». Спущений на воду 27 вересня 1941 року. Переданий ВМС Великої Британії, вступив у стрій під назвою «Атакер» 30 вересня 1942 року.

## Історія служби

### Військова служба
Після вступу у стрій авіаносець «Атакер» наприкінці 1942 року - на початку 1943 року здійснював перевезення літаків зі США у Велику Британію. Після підготовки авіагрупи корабель вирушив у Середземне море, де прикривав десантну операцію поблизу Салерно (вересень 1943 року).
Наприкінці 1943 року - на початку 1944 року авіаносець пройшов ремонт в Англії. У травні 1944 року «Атакер» знову вирушив у Середземне море, де брав участь в десантній операції у Південній Франції (серпень 1944 року), завдавав ударів по берегових цілях в Егейському морі (вересень-жовтень 1944 року). 
З листопада 1944 року по лютий 1945 року «Атакер» пройшов ремонт в Англії, після чого вирушив в Індійський океан. У квітні 1945 року був включений до складу Східного флоту. 
До серпня 1945 року авіаносець проходив підготовку до участі у бойових діях, але у зв'язку із капітуляцією Японії взяти участь у них не встиг. У серпні 1945 року брав участь у звільненні Пенангу.
5 січня 1946 року авіаносець «Атакер» був повернутий США, де 26 лютого він був виключений зі списків флоту.

### Цивільна служба
У 1947 році корабель був проданий компанії «National Bulk Carriers», яка почала переобладнання корабля для цивільного використання. Зокрема, була демонтована польотна палуба та інше військове обладнання.
У 1950 році корабель був куплений російським емігрантом Олександром Власовим, який мав намір переобладнати його у рефрижераторне судно, яке отримало назву «Castel Forte». Проте незабаром цей проєкт був зупинений.
У 1957 році корабель був перейменований на «Fairsky» і у 1958 році переобладнаний на пасажирське судно, яке з 1958 року перевозило британських мігрантів в Австралію. 
З 1970 року корабель використовувався як круїзний лайнер. 
У 1978 році було вирішено переобладнати корабель на плавучий готель та казино під назвою «Philippine Tourist». Але його стан був незадовільний, і у 1979 році він був проданий на злам. Корабель був відбуксирований  в Гонконг, де у 1980 році розібраний на метал.